# Municipio de San Andrés Yaá
El municipio de San Andrés Yaá (del zapoteco: yaa ‘Cerro’) es uno de los 570 municipios que conforman al estado mexicano de Oaxaca. Pertenece al distrito de villa alta, dentro de la región sierra norte. Su cabecera es la localidad de San Andrés Yaá.
Yaa significa cerro o verde, se le denomina así por encontrarse ubicado el municipio en la ladera de un cerro. De acuerdo al INEGI (2010) cuenta con 497 habitantes, y cerca del 96 por ciento de ellos hablan la lengua zapoteca. 

## Geografía
El municipio abarca 40.80 km² y se encuentra a una altitud promedio de 1560 m s. n. m., oscilando entre 2400 y 600 m s. n. m.
El INAFED indica que el pueblo se fundó en 1501. Los títulos de sus terrenos fueron expedidos por el gobierno colonial con fecha de 15 de abril de 1820. Esta localidad limita al norte con San Ildefonso Villa Alta y Santo Domingo Roayaga; al sur con San Melchor de Betaza y Totontepec Villa de Morelos; al oeste con San Cristóbal Lachirioag y San Juan Tabaa; al este con San Juan Comaltepec y Totontepec Villa de Morelos. Su distancia aproximada a la capital del Estado es de 129 kilómetros.

## Demografía
De acuerdo al último censo, realizado por el INEGI en 2010, en el municipio habitan 497 personas, repartidas entre 2 localidades.